# Juan Pablo Montoya
Juan Pablo Montoya Roldán (pronunție în spaniolă [ˈxwan ˈpaβlo monˈtoʝa rolˈdan]; n. 20 septembrie 1975, Bogotá, Columbia) este un pilot de curse auto de naționalitate columbiană. A concurat în Campionatul Mondial de Formula 1 pentru echipele McLaren și Williams. Montoya este unul dintre cei doi piloți care au câștigat titlul CART în anul său de debut, primul fiind campionul mondial de Formula 1, Nigel Mansell, în 1993. El este, alături de Fernando Alonso, unul dintre cei doi piloți activi care au câștigat două evenimente ce constituie Tripla Coroană a Sporturilor cu Motor în definiția sa originală. Montoya este unul dintre cei trei piloți, împreună cu Mario Andretti și Dan Gurney, care au câștigat cel puțin o cursă în Indy Car, Formula 1 și NASCAR Cup Series.
În octombrie 2009, Montoya a fost clasat pe locul 30 pe lista Top 50 piloți de Formula 1 din toate timpurile, constituită de Times Online.

## Cariera în Formula 1
| Sezon | Echipă                    | Număr puncte | Loc clasament general |
| ----- | ------------------------- | ------------ | --------------------- |
| 1997  | Rothmans Williams Renault | Pilot teste  | -                     |
| 1998  | Winfield Williams         | Pilot teste  | -                     |
| 2001  | BMW WilliamsF1 Team       | 31           | 6                     |
| 2002  | BMW WilliamsF1 Team       | 50           | 3                     |
| 2003  | BMW WilliamsF1 Team       | 82           | 3                     |
| 2004  | BMW WilliamsF1 Team       | 58           | 5                     |
| 2005  | West McLaren Mercedes     | 60           | 4                     |
| 2006  | Team McLaren Mercedes     | 26           | 8                     |

## Cariera în IndyCar
| Sezon | Echipă         | Puncte | Loc clasament general |
| ----- | -------------- | ------ | --------------------- |
| 2000  | Ganassi Racing | 54     | 25                    |